# Meinhard Michael Moser
Meinhard Michael Moser (13 de março de 1924 - 30 de setembro de 2002) foi um micologista austríaco. Depois de mostrar interesse em ciências naturais durante a sua juventude, ele estudou na Universidade de Innsbruck. No entanto, sua carreira universitária foi interrompida quando foi forçado a se alistar no serviço militar, exercendo a função de  tradutor militar. Ele foi deslocado para o leste da Europa durante a Segunda Guerra Mundial, antes de ser capturado e colocado em um acampamento para prisioneiros de guerra. Ele foi solto em 1948, e em seguida, completou seus estudos.
Após receber seu doutorado em 1950, Moser trabalhou na Inglaterra por seis meses, pesquisando as relações simbióticas entre plantas e fungos. Após o seu regresso à Áustria, assumiu um cargo num instituo de pesquisas florestais, onde participou ativamente nas pesquisas sobre o uso de fungos micorrízicos em reflorestamento. Em 1953, Moser publicou a primeira edição de uma das suas obras mais importantes, uma monografia sobre os Agaricales e Gastromycetes da Europa Central. Ele começou a lecionar na Universidade de Innsbruck em 1956, e em 1972 ele se tornou o primeiro chefe do primeiro Instituto de Microbiologia na Áustria. Ele permaneceu com o Instituto até sua aposentadoria em 1991. Continuou seus estudos até falecer em 2002. Micologista influente, recebeu vários prêmios ao longo de sua vida, e numerosos taxa fungos foram nomeados em sua homenagem.